# Kauko Nieminen
Kauko Tapio Nieminen, także Kake Nieminen (ur. 29 sierpnia 1979 w Seinäjoki) – fiński żużlowiec.

## Życiorys
Pięciokrotny medalista młodzieżowych indywidualnych mistrzostw Finlandii: trzykrotnie złoty (1998, 1999, 2000) oraz dwukrotnie brązowy (1996, 1997). Dziesięciokrotny medalista indywidualnych mistrzostw Finlandii: trzykrotnie złoty (2009, 2010, 2011), pięciokrotnie srebrny (2000, 2001, 2002, 2003, 2012) oraz dwukrotnie brązowy (2006, 2014). Złoty medalista mistrzostw Finlandii par klubowych (2010). Dziewięciokrotny medalista drużynowych mistrzostw Finlandii: sześciokrotnie złoty (1999, 2000, 2001, 2003, 2006, 2010) oraz trzykrotnie srebrny (1998, 2002, 2011). Trzykrotny medalista drużynowych mistrzostw Wielkiej Brytanii: srebrny (2008) oraz dwukrotnie brązowy (2009, 2011) – wszystkie w barwach klubu Lakeside Hammers.
Reprezentant Finlandii w eliminacjach indywidualnych i drużynowych mistrzostw świata, zarówno juniorów, jak i seniorów. Uczestnik Grand Prix Finlandii (Tampere 2014 – XIV miejsce).
Poza startami w lidze fińskiej, duńskiej i szwedzkiej, startował również w lidze brytyjskiej, w barwach klubów z Workington (2002–2005, 2007–2008), Glasgow (2006), Lakeside (2008–2012), Leicester (2011–2013) oraz Belle Vue (2013). W lidze polskiej reprezentował barwy klubów TŻ Lublin (2007), PSŻ Poznań (2008) oraz KS Speedway – Polonia Piła (2009).